# 自由放養
自由放养（英語：Free range）是指畜牧业中动物可在某个时间段于户外自由活动的养殖方式。农场放养区一般是设有围栏的封闭区域，因此理论而言自由放养也属于一类圈养方法。不过，相比封闭笼舍中的圈养，自由放养赋予了动物额外的活动空间，以及室内环境不具备的太阳光等自然资源。自由放养可适用于产肉、产蛋、产奶动物养殖。部份消费者只选择食用自由放养动物的肉制品，这被称为道德杂食主义。
在牧场中，饲养的动物被允许在无围栏限制的区域活动。而集约化畜牧业，例如集中饲养作业则与之相反，动物全天被关在室内笼舍，没有外出活动的机会。在以农业为主的经济体中，自由放养是常见的畜牧方式。

## 历史
如果将自由放养等同于放牧，那么在铁丝网发明之前，大多动物都以自由放养的方式养殖。在20世纪前，人们对动物疾病与营养需求了解不多，因此室内封闭环境养殖因过高的人力与经济成本而难以实现。除高收益动物（例如奶牛）外，家畜一般都施行自由放养。
直到1920年代前，放养仍是家禽主要的饲养方法。当时人类还未发现维生素A和维生素D，因此家禽仍需从青饲料（以草和谷物为主）和阳光中获取必需养份。直至1950年代，一些大型的商业养殖场仍以自由放养作为主要养殖方式。而后动物营养研究促使越来越多的家禽与家畜采用关笼饲养的方式。

## 争议
虽然人们通常认为自由放养更符合动物福利需求，但也有学者认为，并非所有散养都优于笼舍养殖。部份条件不佳的散养环境可能会导致家禽患上疾病，或受野生动物的捕食威胁。此外，家禽在自然环境中可能会出现攻击同伴的行为。并且实行自由散养的养殖场也比传统集中养殖产生更多污染物。一些在设计上考虑到鸟类自然行为表达的笼舍或许比上述散养更适合家禽生活。

## 图集

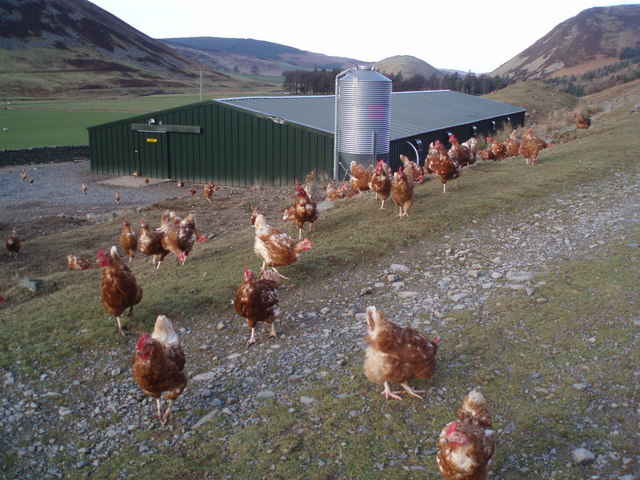
位于苏格兰的一家养鸡场，其中母鸡为自由放养。
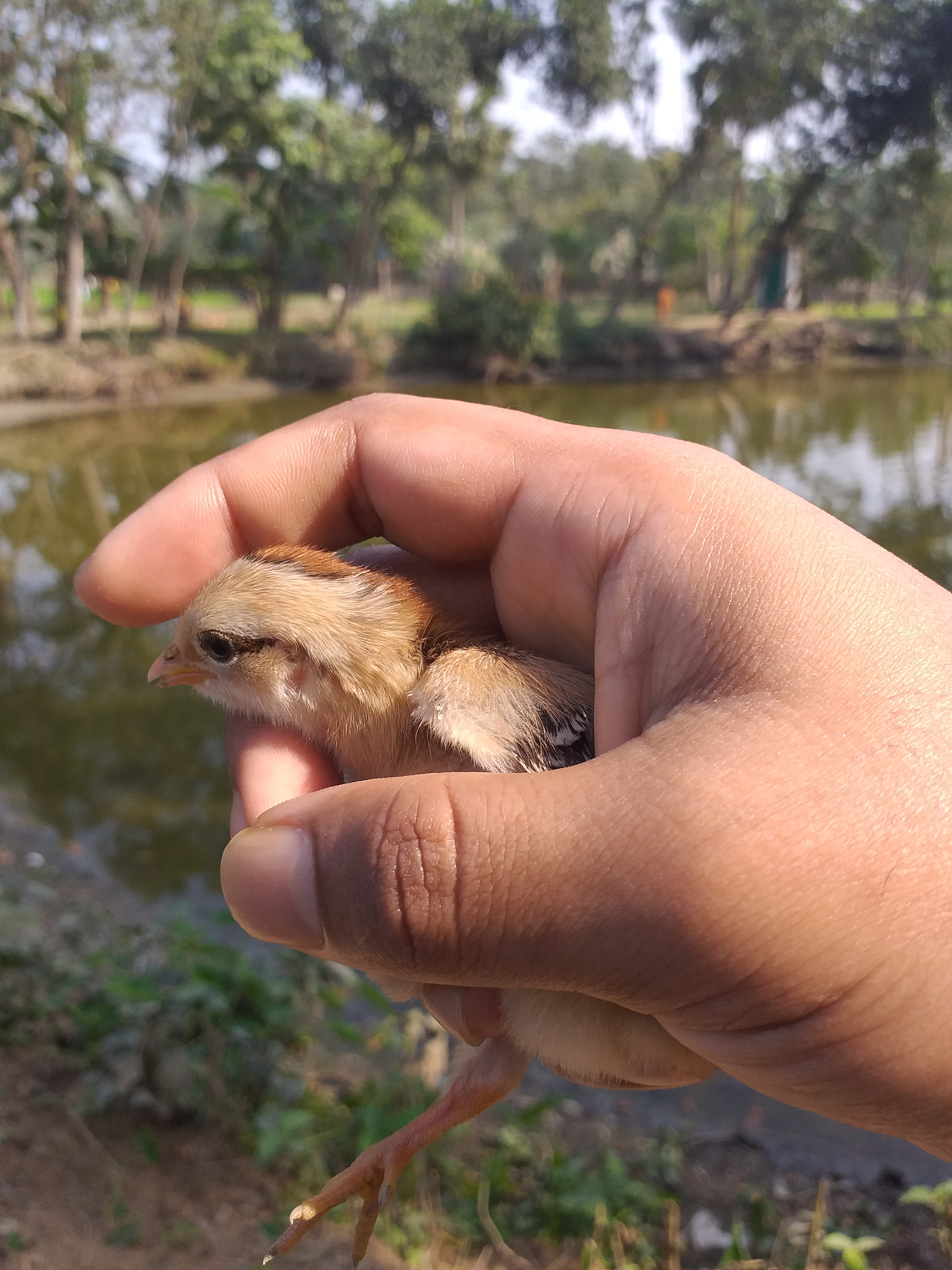
自由放养的鸡仔
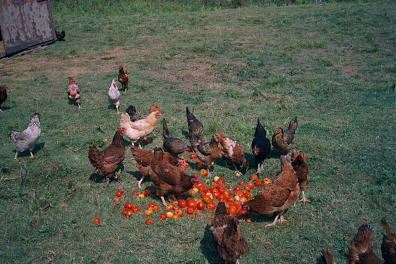
自由放养鸡群在户外取食
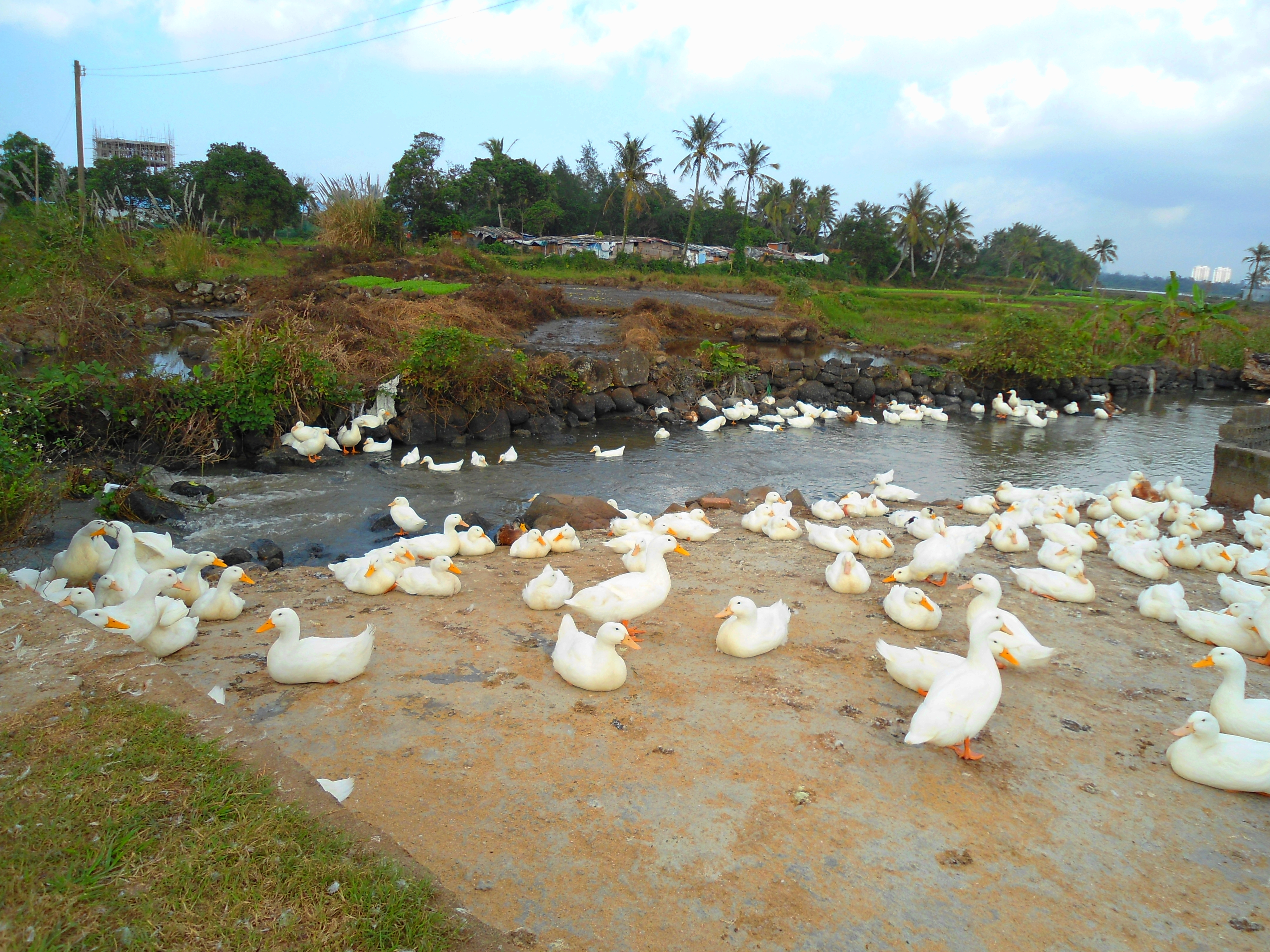
位于海南省的养鸭场
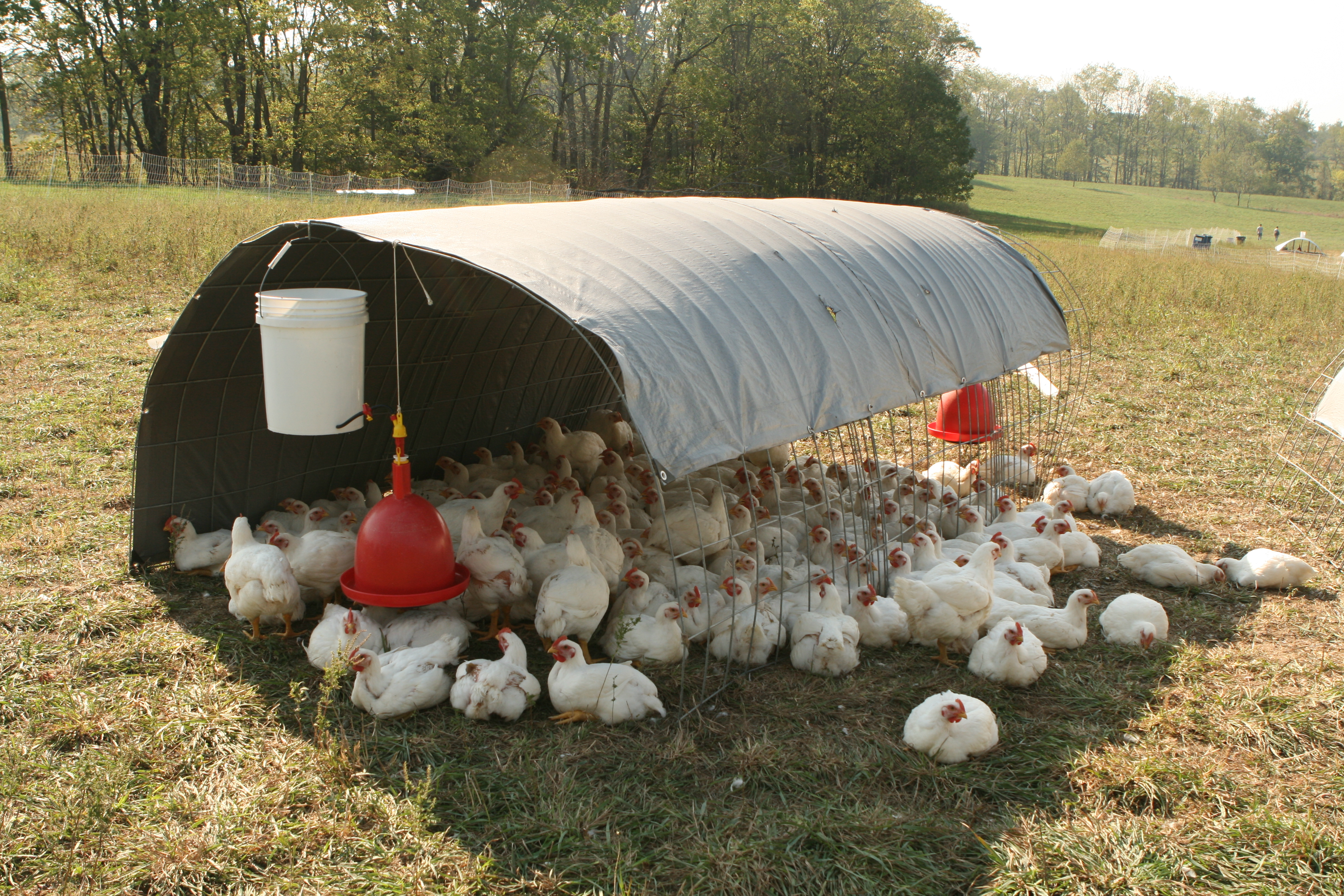
散养鸡在棚子下躲避阳光
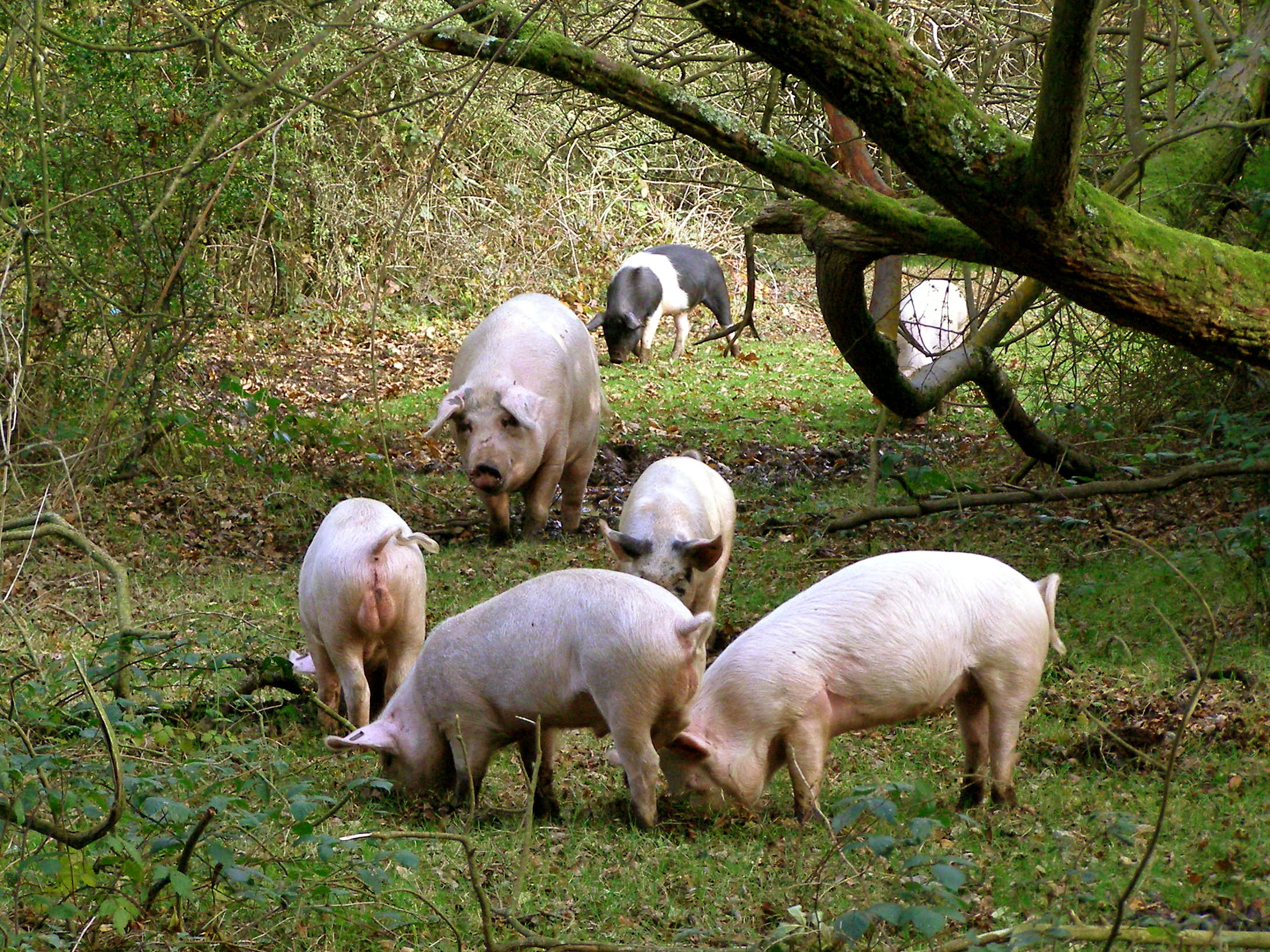
英格兰的散养猪
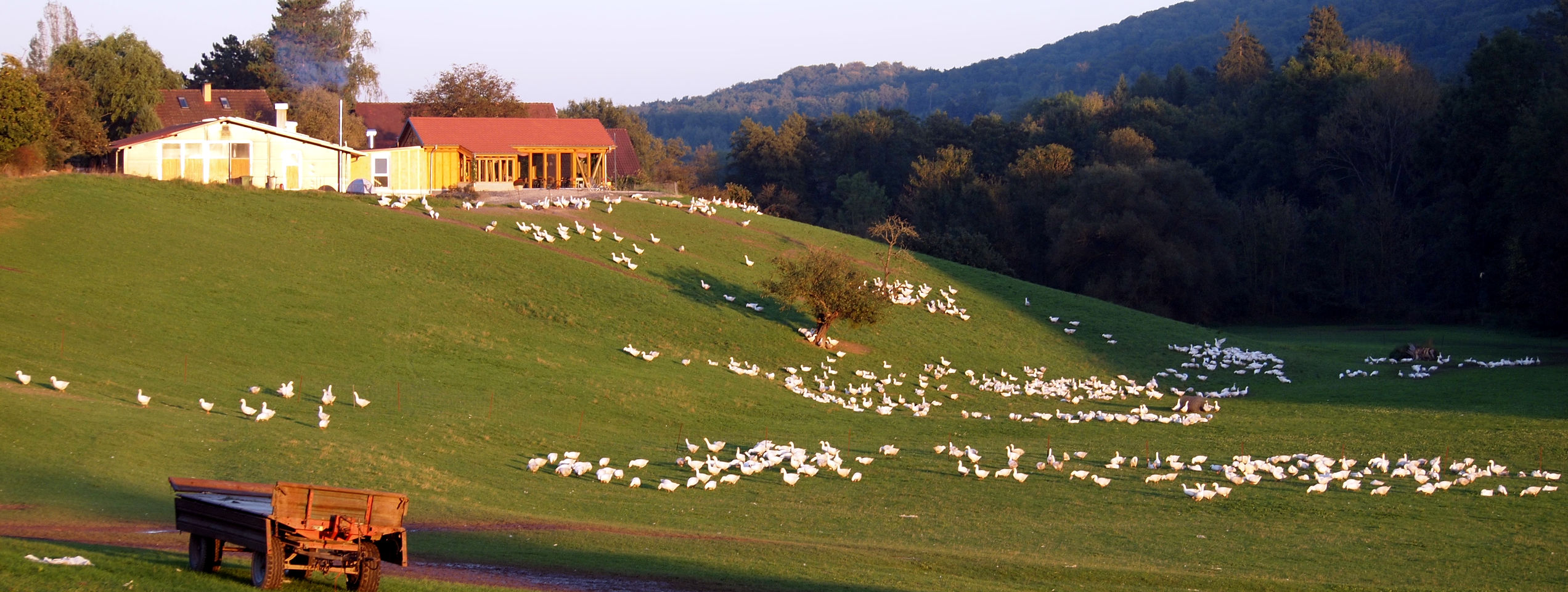
德国的养鹅场
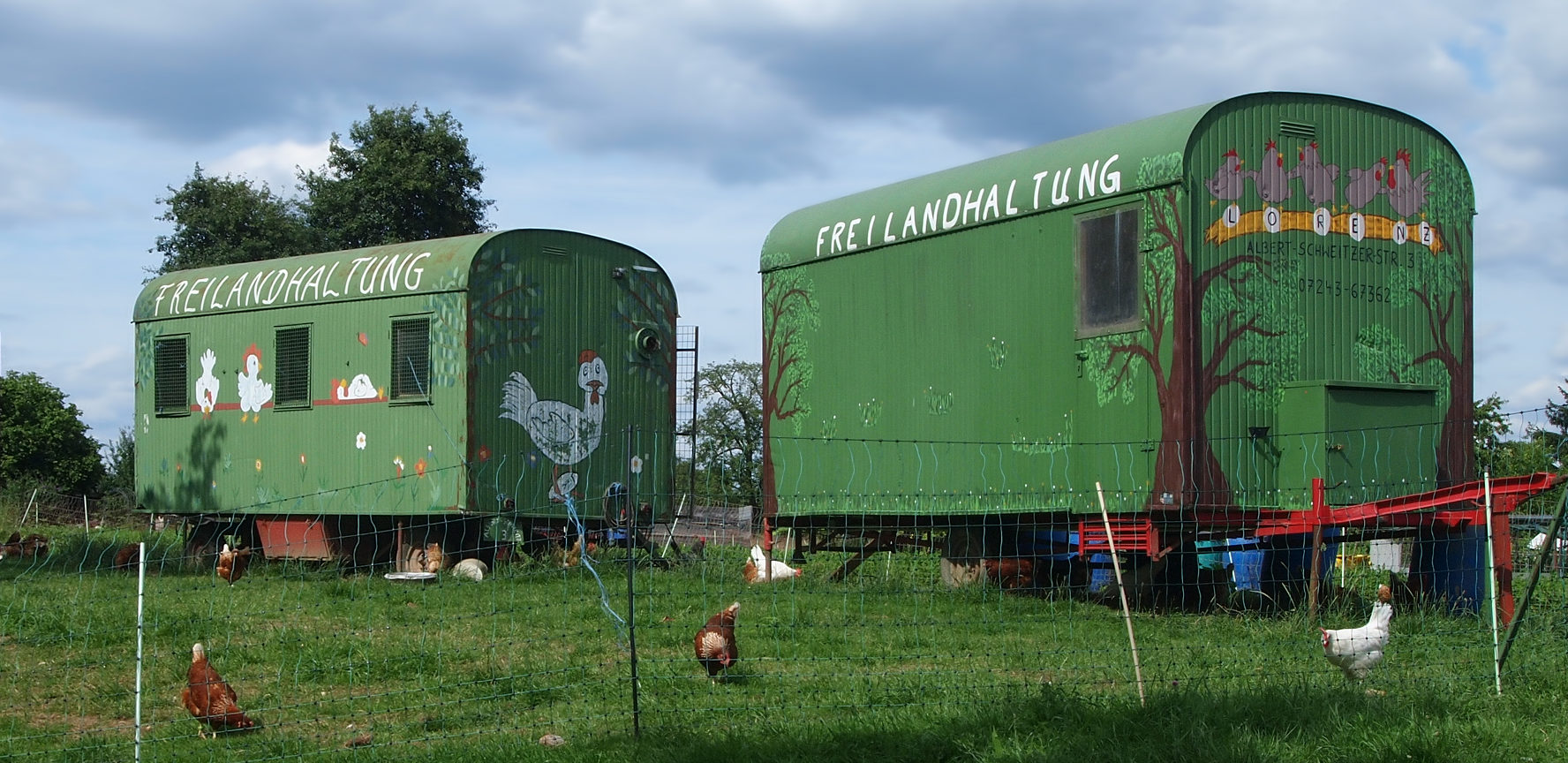
德国黑森林北部的小型散养场